# Cibao
Il Cibao è la regione nord della Repubblica Dominicana.
Si estende, da nord verso sud, dalla costa atlantica fino alla città di Bonao.
È attraversato in direzione sud-est nord-ovest dall'Autopista Duarte, che lo mette in comunicazione con la capitale Santo Domingo.
È caratterizzato da una forte tradizione religiosa cattolica, che però non si esprime in una corrispondente vita di chiesa.
I centri più importanti sono:
- Santiago de los Caballeros, seconda città del paese, capitale produttiva del paese
- La Vega
- San Francisco de Macorís
- Puerto Plata, centro di vocazione turistica
- Mao
- Montecristi
- Jarabacoa
- Constanza, città di forte produzione agricola, detta "la Svizzera dei Caraibi" per la temperatura miti in estate e, in inverno, fresche.

Geograficamente, accoglie la Cordigliera centrale e la Cordigliera settentrionale. È attraversata dal fiume Yaque del Norte, che con le sue acque favorisce lo sviluppo dell'agricoltura nelle regioni che attraversa.